# 明神村 (愛媛県)
明神村（みょうじんむら）は、愛媛県上浮穴郡にあった村。現在の久万高原町の北西部、国道33号の沿線にあたる。

## 地理
- 山岳 ： 引地山、黒森山、船山、餓鬼ヶ森、桂ヶ森
- 河川 ： 久万川

## 歴史
- 1889年（明治22年）12月15日 - 町村制の施行により、東明神村・西明神村および入野村の大部分・久万町村の一部の区域をもって発足。
- 1943年（昭和18年）9月1日 - 久万町と合併し、改めて久万町が発足。同日明神村廃止。

## 経済
農業
『大日本篤農家名鑑』によれば明神村の篤農家は、「正岡慶三、山之内修、小倉米三郎、石丸保吉」などである。

## 出身・ゆかりのある人物
- 田中執（農会長）[2]

1889年生。原籍・明神村字入野。
- 正岡公平（政治家）[2]

1897年生。原籍、住所・明神村字西明神。1933年12月、本村村長に就任。
- 正岡玉位（農業、政治家）[2]

1896年生。原籍、住所・明神村字東明神。区長、社寺総代等に選任され1934年1月、村会議員に当選。
- 丸山常太郎（信用組合長、政治家）[2]

1885年生。原籍・明神村字東明神。1920年、村長に就任。
- 山之内高蔵（助役）[2]

1898年生。原籍、住所・明神村字東明神。1929年5月、同村助役に就任、農会長を兼任。

## 交通

### 道路
- 土佐街道（現・国道33号）